# Знаменка (станция)
Знаменка — крупная узловая железнодорожная станция Знаменской дирекции Одесской железной дороги.

## История
В ходе боевых действий Великой Отечественной войны и немецкой оккупации города (с 6 августа 1941 до 10 декабря 1943 года) станция пострадала, но в дальнейшем была восстановлена.
В 1962 году станция была электрифицирована.
В марте 1995 года Верховная Рада Украины внесла станцию в перечень объектов, приватизация которых запрещена в связи с их общегосударственным значением.